# Gilbert B. Patterson

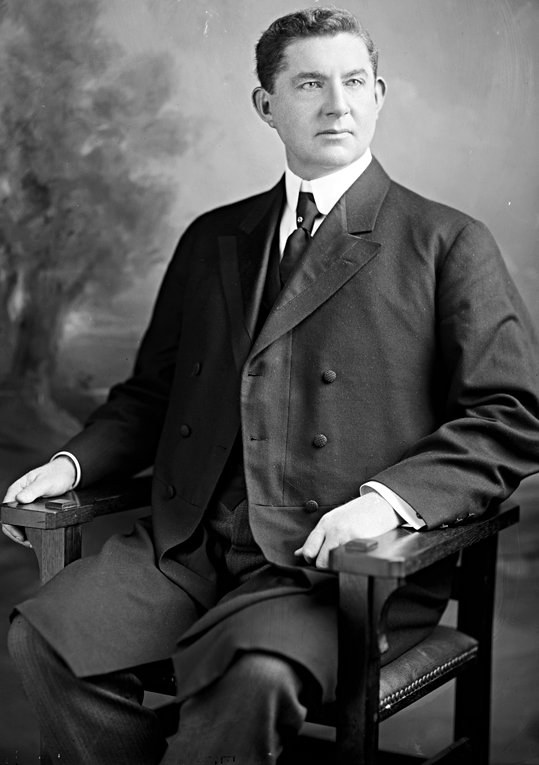
Gilbert B. Patterson

Gilbert Brown Patterson (* 29. Mai 1863 bei Maxton, Robeson County, North Carolina; † 26. Januar 1922 ebenda) war ein US-amerikanischer Politiker. Zwischen 1903 und 1907 vertrat er den Bundesstaat North Carolina im US-Repräsentantenhaus.

## Werdegang
Gilbert Patterson besuchte die Shoe Heel Academy sowie die Laurinburg High School und studierte danach bis 1886 an der University of North Carolina in Chapel Hill. Nach einem anschließenden Jurastudium und seiner 1890 erfolgten Zulassung als Rechtsanwalt begann er in Maxton in diesem Beruf zu arbeiten. Gleichzeitig schlug er als Mitglied der Demokratischen Partei eine politische Laufbahn ein. Zwischen 1899 und 1901 saß Patterson als Abgeordneter im Repräsentantenhaus von North Carolina.
Bei den Kongresswahlen des Jahres 1902 wurde er im sechsten Wahlbezirk von North Carolina in das US-Repräsentantenhaus in Washington, D.C. gewählt, wo er am 4. März 1903 die Nachfolge von John Dillard Bellamy antrat. Nach einer Wiederwahl konnte er bis zum 3. März 1907 zwei Legislaturperioden im Kongress absolvieren. Nach seinem Ausscheiden aus dem US-Repräsentantenhaus praktizierte Gilbert Patterson wieder als Anwalt. Er starb am 26. Januar 1922 in Maxton.